# Yong'an (socken i Kina, Shandong, lat 36,81, long 117,84)
Yong'an (kinesiska: 永安, 永安街道) är en socken i Kina. Den ligger i provinsen Shandong, i den östra delen av landet, omkring 77 kilometer öster om provinshuvudstaden Jinan. Antalet invånare är 40 102. Befolkningen består av 20 451 kvinnor och 19 651 män. Barn under 15 år utgör 14,0 %, vuxna 15-64 år 76 %, och äldre över 65 år 9,0 %.
Genomsnittlig årsnederbörd är 818 millimeter. Den regnigaste månaden är juli, med i genomsnitt 300 mm nederbörd, och den torraste är januari, med 6 mm nederbörd.